# 23676 Tomitayoshihiro
23676 Tomitayoshihiro este o planetă minoră (asteroid) din centura de asteroizi. A fost descoperită pe 4 aprilie 1997 la Kitami Observatory⁠(d) de Kin Endate. 
Obiectul prezintă o orbită caracterizată de o semiaxă mare de 2,4239348 UAi, o excentricitate de 0,17, o înclinație de 3,62163 ° în raport cu ecliptica.